# Culture of Critique
La serie de libros Culture of Critique es una trilogía de libros de Kevin B. MacDonald, un teórico de la conspiración antisemita, supremacista blanco y profesor jubilado de psicología evolutiva. MacDonald afirma que la psicología evolutiva proporciona las motivaciones detrás del comportamiento y la cultura del grupo judío. En la serie, MacDonald afirma que los judíos, como grupo, han evolucionado biológicamente para ser altamente etnocéntricos y hostiles a los intereses de los blancos. Afirma que el comportamiento y la cultura de los judíos son las causas principales del antisemitismo, y promueve teorías conspirativas sobre el supuesto control e influencia de los judíos en la política gubernamental y los movimientos políticos.
La abrumadora mayoría de las reseñas académicas y periodísticas de la obra de MacDonald la han tachado de pseudociencia basada en teorías conspirativas y repleta de tergiversaciones y selección de fuentes. Se considera que la obra está motivada por el sesgo antisemita de MacDonald, en lugar de ser un producto honesto de la investigación académica.
La serie ha sido ampliamente criticada por académicos e investigadores por considerarla antisemita y científicamente insostenible.
La revista Slate publicó un artículo de Judith Shulevitz, entonces editora de Arte y Entretenimiento de Culturebox, titulado "El antisemita de la psicología evolutiva", en el que continuaba la discusión seguida de un intento de refutación por parte de MacDonald. Según Shulevitz, los argumentos de MacDonald son prescriptivos: "Hacia el final del tercer libro, MacDonald expone su solución para restaurar lo que él llama 'paridad' entre los judíos y otros grupos étnicos: discriminación sistemática contra los judíos en la admisión a la universidad y el empleo y fuertes impuestos a los judíos 'para contrarrestar la ventaja judía en la posesión de riqueza'". MacDonald respondió que en el pasaje real de The Culture of Critique de la crítica citado por Shulevitz, hablaba hipotéticamente de las consecuencias de la competencia entre grupos étnicos de diferentes capacidades. Mark Potok, del Southern Poverty Law Center, ha dicho de MacDonald que "puso el antisemitismo bajo la apariencia de un trabajo académico... El trabajo de Kevin MacDonald no es más que antisemitismo disfrazado. En el fondo, dice que los judíos nos quieren engañar con su agenda... Su obra es difundida por casi todos los grupos neonazis de Estados Unidos".
La Liga Antidifamación ha incluido a MacDonald en su lista de extremistas estadounidenses, Extremismo en América, y ha redactado un informe sobre sus opiniones y vínculos. Según la ADL, las opiniones de MacDonald sobre los judíos se asemejan a las de los antisemitas de finales del siglo XIX y principios del XX.
La trilogía incluye:
- A People That Shall Dwell Alone: Judaism As a Group Evolutionary Strategy, With Diaspora Peoples (Un pueblo que morará solo: El judaísmo como estrategia evolutiva grupal, con los pueblos de la diáspora)[9]
- Separation and Its Discontents Toward an Evolutionary Theory of Anti-Semitism (Separación y sus descontentos hacia una teoría evolutiva del antisemitismo)[10]
- The Culture of Critique: An Evolutionary Analysis of Jewish Involvement in Twentieth-Century Intellectual and Political Movements (La cultura crítica: Un análisis evolutivo de la participación judía en los movimientos intelectuales y políticos del siglo XX)[11]